# Турецький меморіал і музей у Кусімото
Турецкий мемориал и музей в Кусимото (яп. トルコ軍艦遭難記念碑) — монумент і музей, створені на згадку про загибель османського фрегата «Ертогрул», що затонув у 1890 поблизу Кусімото.

## Передісторія
Фрегат «Ертогрул» побудований в 1863 і входив до складу османського флоту.
14 липня 1889 він вийшов зі Стамбула, маючи на борту близько 500 моряків, і вирушив до Японії з метою офіційного візиту.
16 вересня 1890 візит завершено і після тримісячної стоянки «Ертогрул» відплив з Йокогами. Тієї ж ночі близько опівночі через погані погодні умови судно налетіло на рифи і затонуло. Вдалося врятуватися лише 6 офіцерам і 63 матросам, більшість поранених.
У жовтні 1890 всіх членів екіпажу, що пережили аварію, відправлено на батьківщину на двох японських корветах, в січні 1891 вони дісталися Стамбула і були зустрінуті там султаном Абдул-Хамідом.

## Кладовище та монумент
У лютому 1891 близько 150 тіл загиблих в результаті аварії «Ертогрула» поховано на спеціально створеному для цього цвинтарі. У перші роковини трагедії біля маяка Касінодзакі, що знаходився далеко від місця краху, зведено 400-метровий монумент.
5 квітня 1929 японо-турецькою торговою асоціацією на згадку про загибель «Ертогрула» встановлено меморіальний камінь, 5 червня цього року його відвідав імператор Хірохіто. Після того, як про це стало відомо в Туреччині, було запропоновано звести новий монумент. Його будівництво почалося 22 жовтня 1936, 3 червня 1937 пройшла церемонія відкриття, на якій був присутній турецький посол.
Високі офіційні особи Туреччини віддають шану пам'ятнику та меморіальному кладовищу під час свого візиту до Японії.

## Музей
14 грудня 1974 неподалік меморіалу відкрито музей, створений адміністрацією Кусимото і турецьким посольством у Японії.
У музеї представлені предмети, виявлені після аварії, а також особисті речі та фотографії людей, які перебували на борту. Крім цього, є модель фрегата. Пізніше було також додано окремий сегмент, присвячений засновнику Турецької республіки Мустафі Кемалю Ататюрку.